# Tetragnatha paschae
Tetragnatha paschae är en spindelart som beskrevs av Lucien Berland 1924. Tetragnatha paschae ingår i släktet sträckkäkspindlar, och familjen käkspindlar.
Artens utbredningsområde är Påskön. Inga underarter finns listade i Catalogue of Life.